# Balatonszőlős
Balatonszőlős là một thị trấn thuộc hạt Veszprém, Hungary. Thị trấn này có diện tích 12,81 km², dân số năm 2010 là 629 người, mật độ 49 người/km².